# Veliki mravljiščar
Veliki mravljiščar (znanstveno ime Phengaris arion) je metulj iz družine modrinov, ki je razširjen tudi v Sloveniji.

## Opis
Veliki mravljiščar ima v Sloveniji razpon kril med 40 in 45 mm in je tako drugi največji modrin, ki živi na Slovenskem. Gosenice dosežejo dolžino do 13 mm in se po 9 mesecih razvijejo v metulja. Odrasli metulji živijo le nekaj tednov. Gosenica se prve tri faze v obdobju ličinke hrani na materini dušici (Thymus spp.), v četrti fazi pa se spusti na tla, kjer jo mravlje vrste Myrmica sabuleti ali Myrmica scabrinodis prepoznajo kot svojo ličinko in odnesejo v mravljišče, kjer se hrani z mravljimi ličinkami, gosenica pa mravljam v zameno zagotavlja mano. Za velikega mravljiščarja so značilne temne pege, ki so posejane na modri podlagi njegovih kril.
Vrsta je bila prvič opisana leta 1758, v Veliki Britaniji pa so jo odkrili leta 1795. Leta 1979 je bila v Veliki Britaniji razglašena za izumrlo, kasneje pa so uspeli tam populacijo ponovno obnoviti.. Danes velja veliki mravljiščar za potencialno ogroženo vrsto..
- Phengaris arion ♂
- Phengaris arion ♂  △

## Razširjenost
Veliki mravljiščar je razširjen po Evropi, Kavkazu, Armeniji, zahodni Sibiriji, Altaju, severozahodnem Kazahstanu in v Sečuanu.

## Podvrste
- P. a. arion Celinska Evropa, zahodna Sibirija, Altaj, severozahodni Kazahstan
- P. a. delphinatus (Fruhstorfer, 1910)
- P. a. zara Jachontov, 1935 Kavkaz, Armenija[6]
- P. a. buholzeri Rezbanyai, 1978
- P. a. inferna Sibatani, Saigusa & Hirowatari, 1994 Sečuan
- † P. a. eutyphron Fruhstorfer, 1915 nekoč južno Veliko Britanijo